# فاطمة سعيد
فاطمة سعيد ‏ (1991 في مصر - ) مغنية أوبرا من مصر.

## سيرة شخصية
نشأت فاطمة سعيد في القاهرة حيث تابعت دراستها في مدرسة ألمانية. قاد والدها أحمد حسن سعيد حزب المصريين الأحرار المعارض في ظل حكومة مرسي.
فاطمة سعيد تلقت أولى دروسها في الغناء في سن الرابعة عشرة من السوبرانو نيفين علوبة في مدرسة الأوبرا المصرية. بعد ثلاثة أشهر، غنت في حفل عيد الميلاد  لهذه الأوبرا. درست الغناء من عام 2009 في جامعة هانس ايسلر للموسيقى في برلين، حيث حصلت على بكالوريوس الموسيقى عام 2013. صعدت إلى الصدارة في تفسيرها لشومان ليدر في مهرجان بون شومان من 29 مايو إلى 9 يونيو 2013. ثم حصلت على منحة دراسية من لا سكالا في ميلانو. أخذت دروس الأوبرا في المدرسة الدولية، حيث كانت أول سوبرانو من مصر هناك.
في عام 2016، لعبت دور بامينا في عرض مسرحي لبيتر شتاين منالناي السحري في عام 2014 في لا سكالا،. في أكتوبر 2019، استأنفت هذا الدور عند افتتاح دار أوبرا شانغيين في شنغهاي. تفسر دور الحب في أورفيوس ويوريديس في لا سكالا. تغني في العديد من المسارح الدولية، مثل مسرح سان كارلو (نابولي)، ودار الأوبرا الملكية بمسقط، و جيواندهاوس ( لايبزيغ )، و كنيسة القيصر فيلهلم التذكارية (برلين) أو قاعة برلين للحفلات الموسيقية. تغني في فالستاف (أوبرا) مثل: الطفل والتعاويذ و لا سينرينتولا و حلاق إشبيلية. كما تشارك في العديد من المهرجانات، مثل باد كيسينغن و مهرجان شومان في بون ومهرجان إسطنبول الغنائي. في أغسطس 2019، قدمت قداس موتسارت في قاعة ألبرت الملكية وبي بي سي برومز، ورافيل شهرزاد مع أوركسترا الشانزليزيه، و غابرييل فوري قداس في كونسيرت جيباو في أمستردام، بالإضافة إلى السيمفونية 4 لماهلر في المسرح الغنائي لكالياري.
 تثق في ذوقها للفنون المسرحية: « بصفتك مؤديًا، عليك أن تحرر نفسك، وتشعر باللحظة الحالية وتثق في غرائزك الإبداعية. عندها ستتاح لك الفرصة لترك الجمال في قلب المستمع إلى الأبد. عندها ستتاح لك الفرصة لترك الجمال في قلب المستمع إلى الأبد؛ لكل شخص في الجمهور قصة مختلفة، وكل شخص سيتواصل ويتواصل بطريقة مختلفة. عندها ستتاح لك الفرصة لترك الجمال في قلب المستمع إلى الأبد.
اشتهرت فاطمة سعيد أيضًا بالدفاع عن القضايا العظيمة. تتعاون مع أوجينيو بيناتو في تياترو سان كارلو في مشروع للربيع العربي. تمثل مصر في يوم حقوق الإنسان في عام 2014 في الأمم المتحدة في جنيف حيث يحضر أيضًا خوان دييغو فلوريس، تدافع عن قضية التربية الموسيقية للأطفال والشباب. حصلت على جائزة الإبداع المصرية كأول مطربة أوبرا مصرية عام 2016. في نفس العام، تم تكريمها من قبل المجلس القومي للمرأة في مصر.
في 14 يوليو 2020، غنت في اتحاد البث الأوروبي في البرنامج التلفزيوني لليوم الوطني الفرنسي حفلة باريس في فرنسا 2، وغنت بنات قادس بواسطة ليو دليباس ومارينيلا ( اغنية النسيان ) لخوسيه سيرانو. يتم بث الحدث في عشر دول حول العالم. في الموسم التالي، أدت دور زيرلينا من دون جيوفاني لموتسارت في مسرح سان كارلو في نابولي وفي مسرح ماي ميوزيكال في فلورنسا. وبالمثل، قامت بأداء رقصة الفالس لفرانسيس بولينك، دروب الحب.

## الجوائز
- الجائزة الأولى لعامي 2006 و 2009 في مسابقة الموسيقيين الشباب (ألمانيا).
- 2011: الجائزة الكبرى في مسابقة جوليو بيروتي الدولية للغناء.
- 2012: الجائزة الثانية في مسابقة روبرت ليد شومان الدولية (تسفيكاو).[14]
- 2012: مسابقة ليلى جينسر الدولية 7 للأوبرا (اسطنبول).
- 2016: مسابقة فيرونيكا دن الدولية 8 للغناء (دبلن).[9]

## ديسكغرفي
النور - مالكولم مارتينو، بيانو؛ رافائيل أغيري، جيتار؛ تيم ألهوف، بيانو؛ إيتمار دواري، إيقاع؛ هينينج سيفيرتس، صوت مزدوج؛ تامر بينرباستي، كانون (يناير 2020، كلاسيكيات وارنر ) 1225639322.